# Erasanthe henrici
Erasanthe es un género monotípico con una única especie: Erasanthe henrici  de orquídea de hábitos epífitas. 

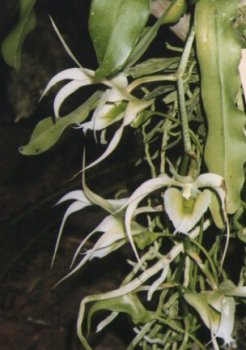
Vista de la planta

## Descripción
Es una orquídea de pequeño tamaño, que prefiere el clima cálido. Tiene hábitos de epífita con  4 a 6 hojas coriáceas con márgenes ondulados que florece en el otoño en una inflorescencia colgante, de 12 a 40 cm de largo, con 3 a 6 flores que abren sucesivamente con flores grandes de color blanco puro.

## Distribución y hábitat
Se encuentra en Madagascar en los bosques húmedos de hoja perenne en las elevaciones alrededor de 750 a 1000 metros. 

## Historia
Género propuesto en 2007 por Phillip J. Cribb , Johan Hermans y David L. Roberts, después de los estudios de genética molecular mostró que la especie Aeranthes henrici no estaba estrechamente relacionado con otras especies clasificadas en el género Aeranthes.

## Taxonomía
Erasanthe henrici fue descrita por (Schltr.) P.J.Cribb, Hermans & D.L.Roberts y publicado en Adansonia, série 3, 29(1): 28, Fig. 1. 2007.
Sinonimia
- Aeranthes henrici Schltr.
- Aeranthes henricii Schltr. 1925;
- Aeranthes henricii var isaloensis Perrier ex Hermans;[2]